# К-7 (серия домов)

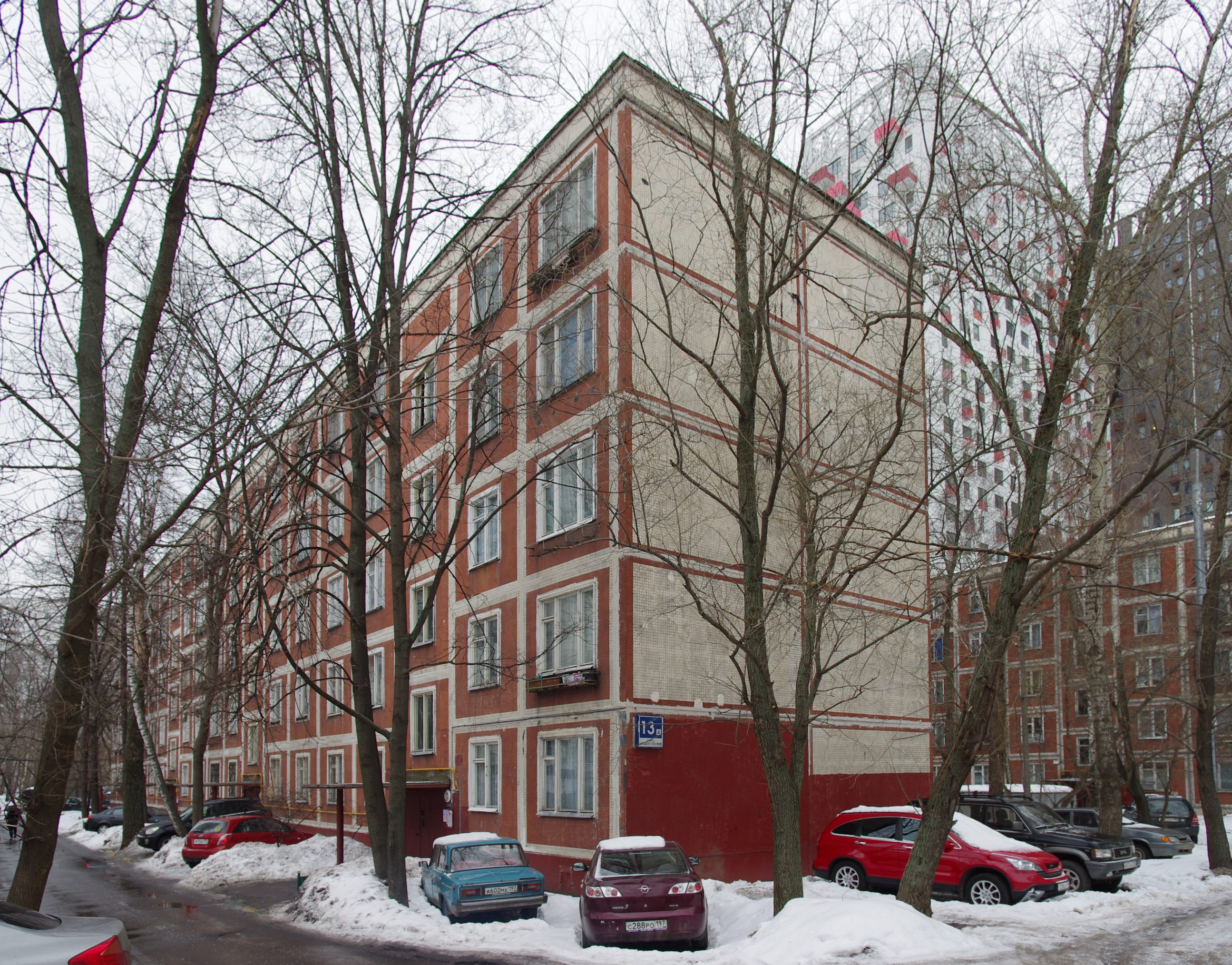
Дом серии К-7 в Хорошёве-Мнёвниках

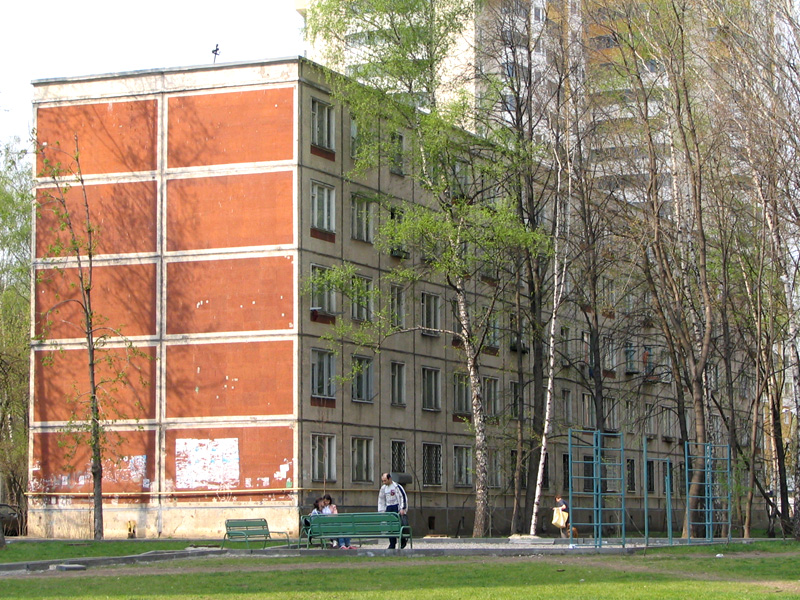
Дом серии К-7 (модификация К-7-3-4) в Кузьминках

К-7 (К — каркасный) — серия пятиэтажных многосекционных жилых домов («хрущёвка»), созданных по проекту В. П. Лагутенко и построенных из каркасных панелей, когда части каркаса — колонны и ригели — являются неотъемлемой частью панели. Дома этой серии строились с 1958 по 1970 год.
Одна из первых серий индустриального домостроения, основа районов массовой жилой застройки 60-х годов — продукция ДСК № 1 г. Москвы. Также эта серия (в модификации К-7-2-4) строилась Дмитровским ДСК в разных городах Московской области (например, Дмитрове, Коломне, Солнечногорске, Красногорске и др.), где есть много домов этой серии с покатой крышей. Помимо Москвы и области, известно про наличие домов этой серии в Саратове, Санкт-Петербурге, Заполярном, Апатитах, и даже в Астане. Последний дом этой серии был построен в Твери в 1970 году. В Ленинграде дома этой серии строились под псевдонимом «ОД», причем два из них — девятиэтажные.
Отличительной особенностью этой серии домов являются глухие торцы домов и отсутствие балконов (последние были предусмотрены проектом: например, они были на 4-этажных домах модификации К-7-3-3 в 1-м и 2-м микрорайонах Зеленограда; но в подавляющем большинстве домов от них отказались в пользу удешевления конструкции). Таким образом, дом представляет собой прямоугольный параллелепипед без каких-либо выступающих деталей. Панели, из которых строили эти дома, в большинстве случаев облицованы белым или красным квадратным неглазурованным кафелем со стороной около пяти сантиметров. Дома подобного и похожих типов получили в народе название «хрущобы» или «хрущёвки». Ещё одна особенность — выступающие элементы панелей (колонны и ригели) по углам комнат.

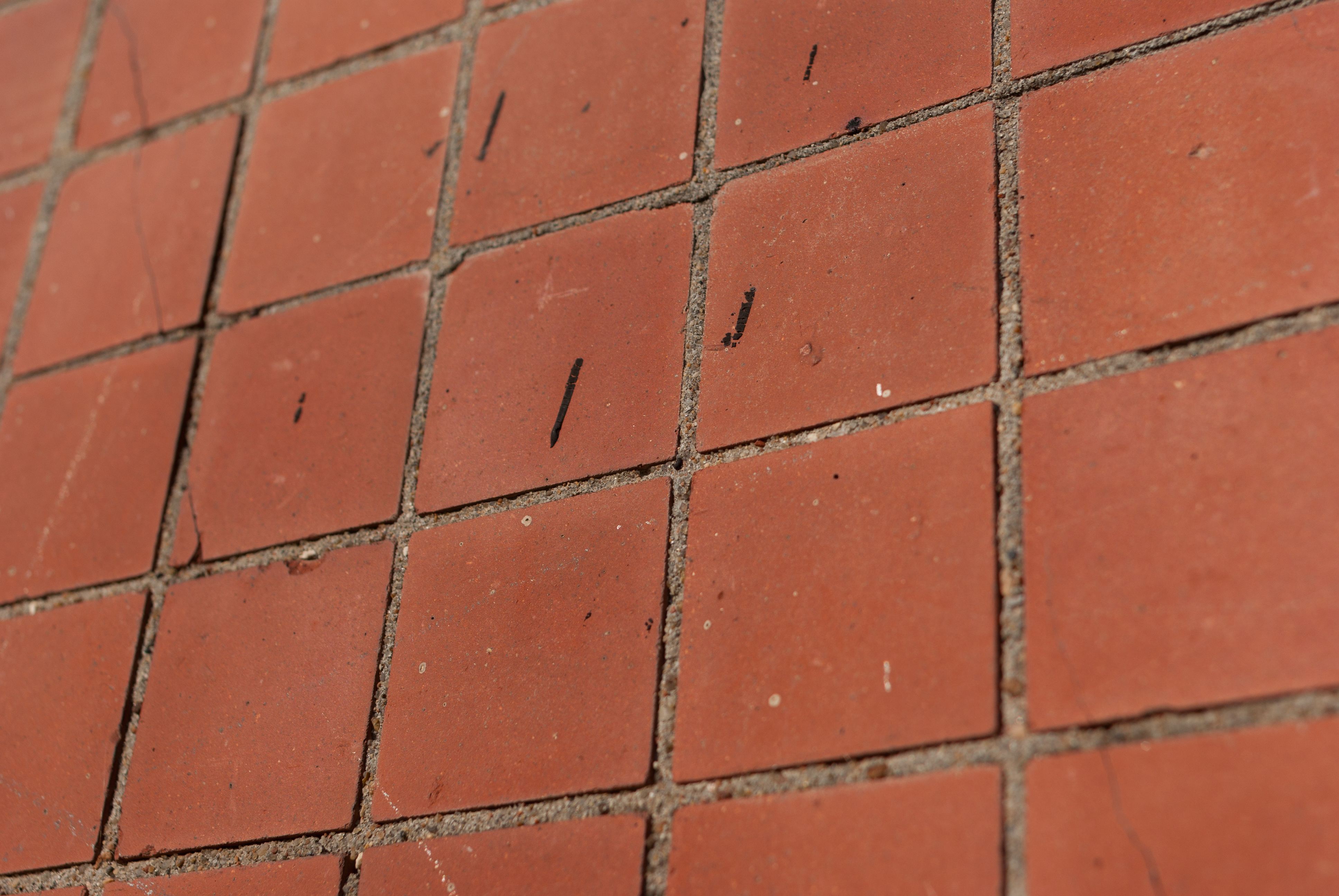
Неглазурованая керамическая плитка, типовая отделка торцов здания К-7

В основном дома этой серии строились с 1-, 2- и 3-комнатными квартирами, по три квартиры на этаже. Высота потолка — 2,48 м (по другим сведениям 2,59 м). Вертикальный шаг — приблизительно 2,85 м. Горизонтальный шаг — 3,20 м. Наружные стены сделаны из шлакокерамзитобетонных блоков толщиной 400 мм. Внутренние бетонные панели толщиной 270 мм. Перегородки — гипсобетонные панели толщиной 40 мм. Перекрытия — железобетонные панели толщиной 220 мм. Санузлы в домах этой серии раздельные, в том числе и в однокомнатных квартирах. Кухни довольно приличные для «хрущёвок» — от 6,4 до 7 квадратных метров. Исследования показали, что за 40 лет теплозащитные свойства панелей, из которых построены эти дома, ухудшились не менее чем на 20 %.
В домах отсутствуют лифты, а мусоропровод есть в 3-й (не всегда) и в 5-й модификациях данной серии. Отопление, холодное и горячее водоснабжение — централизованные.
В середине 90-х из-за нерентабельности их реконструкции было принято решение о сносе всех домов подобной серии в Москве, а в 2007 г. такое же решение приняло Правительство Московской области. Снос домов серии К-7 затянулся более чем на два десятилетия, и, по ситуации на август 2012 года, в Москве остаётся ещё 194 подобных дома, преимущественно в Северном округе. В 2022 году в Красногорске Московской области остается 9 домов.
Впоследствии появилась серия 16-этажных башен с названием К-7/16, которыми в значительной степени застроен город Троицк, некоторое количество домов есть также в Подольске и Москве, но совпадение названий чисто случайное, общего в их конструкции практически ничего нет.

## Модификации

### Дома с балконами
В 1-м и 2-м микрорайоне Зеленограда были также дома этой серии с четырёхкомнатными квартирами (например, корп. 101—103). Все такие дома были снесены.

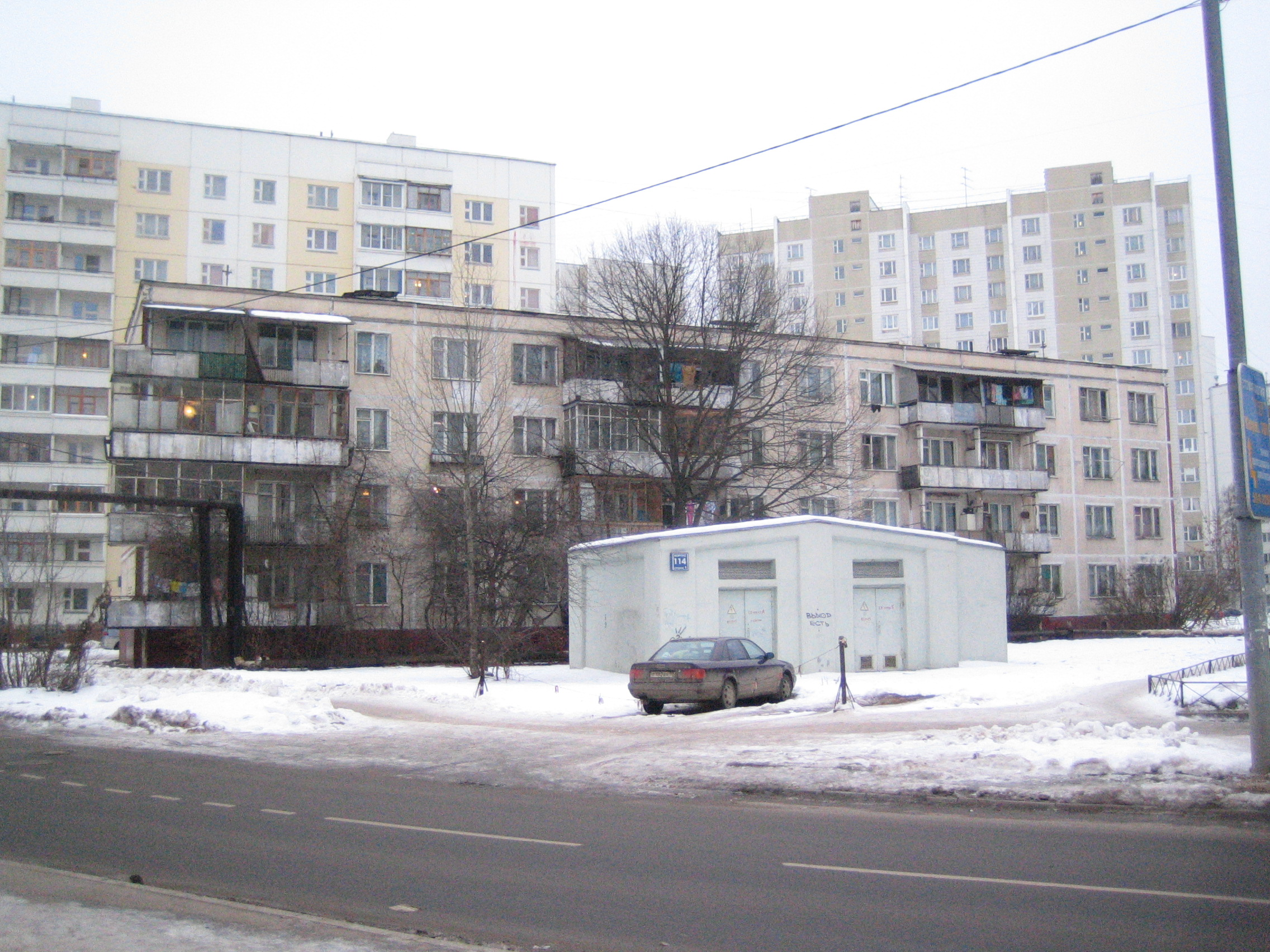
Дом серии К-7-3-3 с балконами в 1-м микрорайоне Зеленограда (корп. 108) (тыльная сторона)

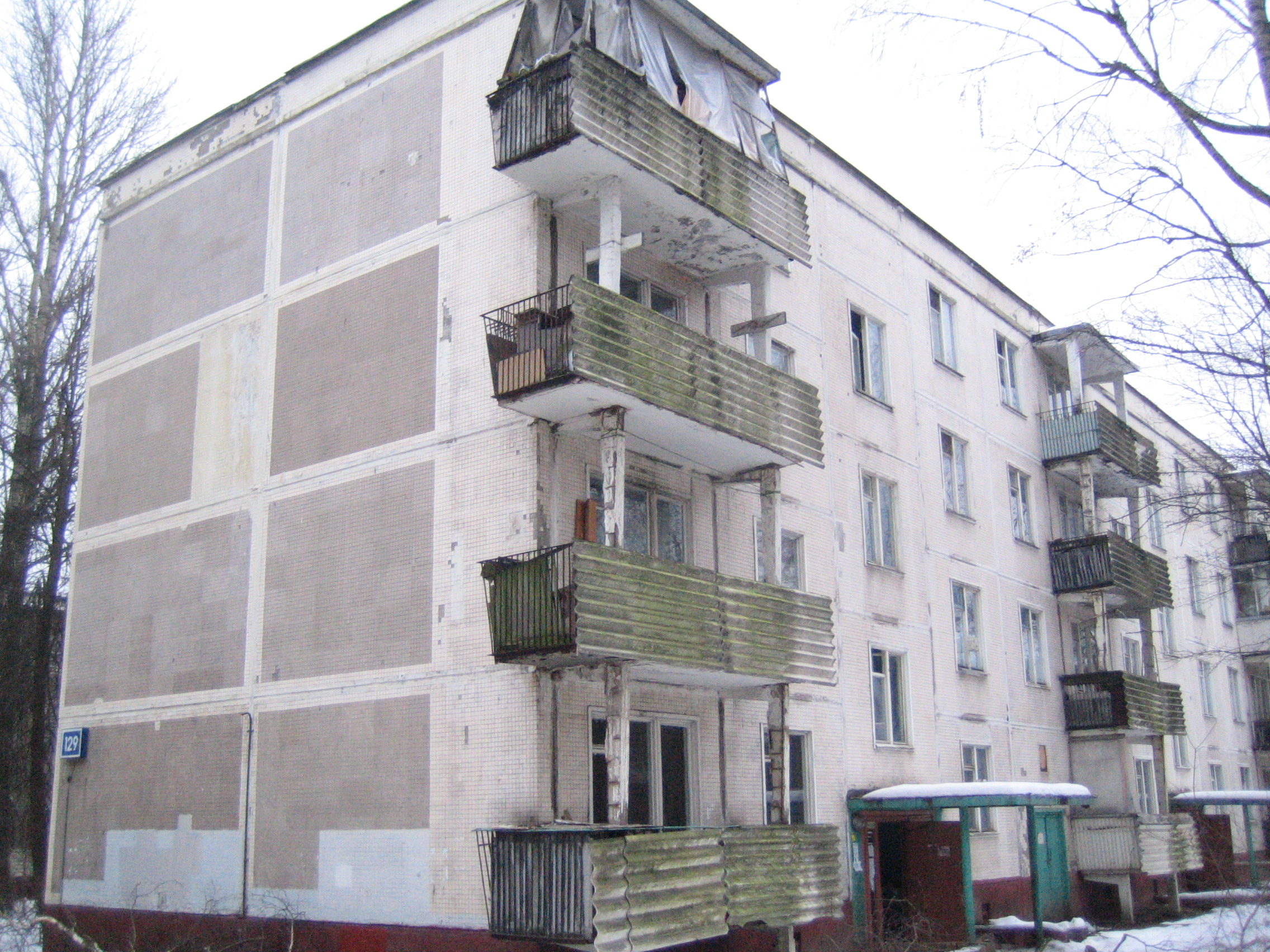
Дом серии К-7 без мусоропровода

### Дома с магазинами
В Москве возводились дома этой серии с магазином на первом этаже: под магазин отводилась вся площадь первого этажа, кроме лестничных клеток. Вместо панельных стен на первом этаже были стеклянные витрины, здание опиралось на каркас. Высота первого этажа была выше типового. В октябре 2019 года последний в Москве дом такой конструкции был снесён.

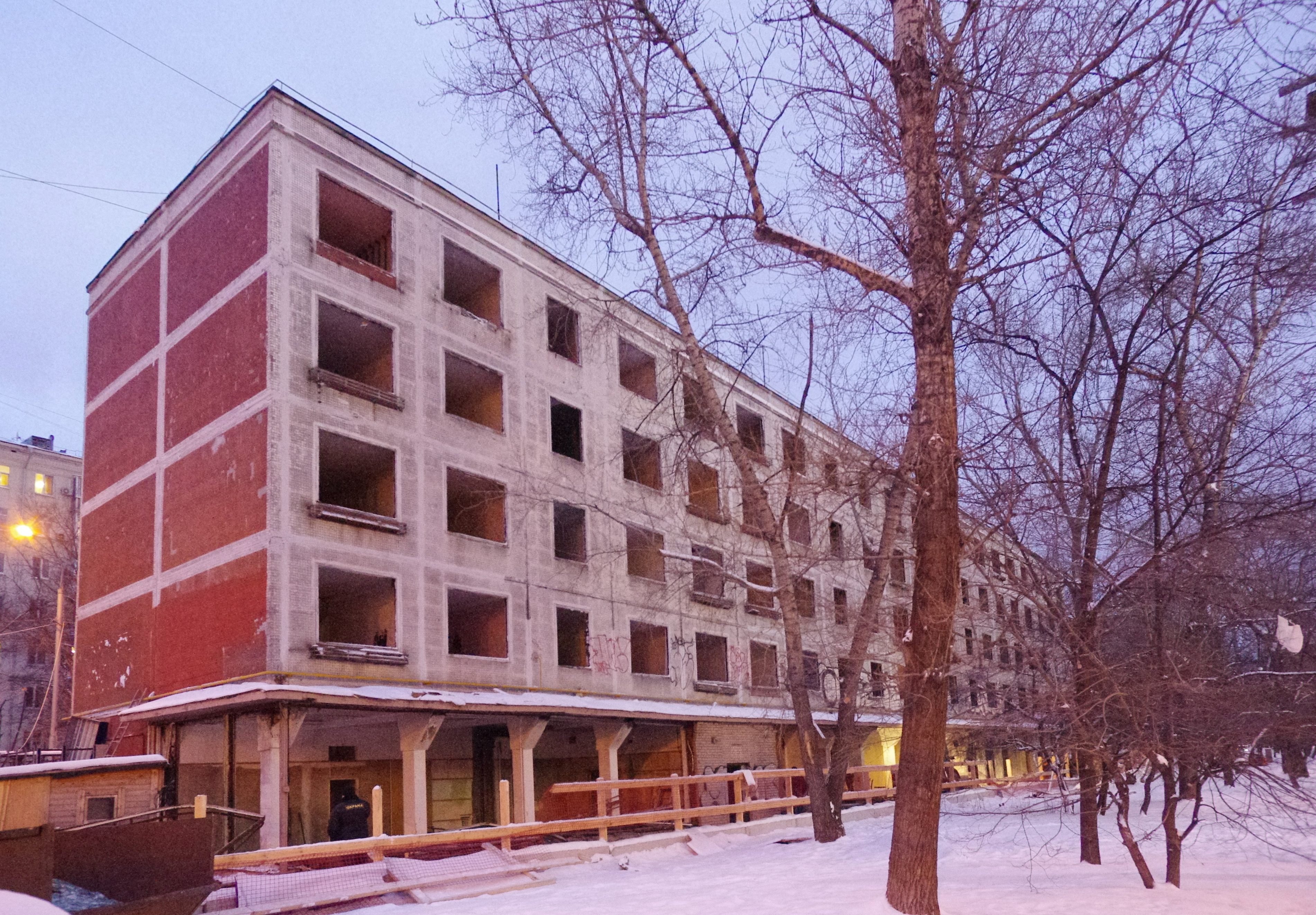
Дом серии К-7 с магазином на первом этаже, во время демонтажа

## Сносимые серии
Жилой фонд, созданный в первый период индустриального домостроения, в основном это серии панельных домов К-7, II-32, II-35, 1605-АМ, 1-МГ-300.
Некоторые источники утверждают: «Ликвидации подлежат только панельные дома серии К-7 и II-32».
В Москве в Северо-Западном административном округе последний дом серии К-7 был снесён 22 июня 2017 года, остались три дома в Новой Москве, в посёлке Знамя Октября (поселение Рязановское).